# Грубец, Шимон
Шимон Грубец (чеш. Šimon Hrubec; род. 30 июня 1991, Вимперк, Южно-Чешская область) — чешский хоккеист, вратарь швейцарского клуба «Цюрих Лайонс». Игрок сборной Чехии.

## Карьера

### Экстралига
Дебютировал в Экстралиге за «Ческе Будеёвице» в сезоне 2009/10. С сезона 2012/13 выступал за «Оцеларжи Тршинец». В составе «Тршинца» Грубец дважды (в 2015 и 2018 годах) становился серебряным призёром чешского чемпионата. В 2019 году стал чемпионом Чехии, был признан самым ценным хоккеистом плей-офф.

### Сборная Чехии
Регулярно играет за сборную Чехии на этапах Еврохоккейтура. Был участником чемпионата мира 2019 года, защищал ворота чешской сборной в матче за бронзовые медали против сборной России.

### «Куньлунь Ред Стар»
14 июня 2019 года подписал однолетний контракт с китайским клубом «Куньлунь Ред Стар», выступающего в КХЛ. 22 ноября 2019 года провёл первый матч на ноль в КХЛ, отразив 29 бросков в игре с «Нефтехимиком».

### «Авангард» (Омск)
6 ноября 2020 года Шимон Грубец перешёл в омский «Авангард». Он выиграл конкуренцию за место основного вратаря и стал одним из главных героев плей-офф, в котором его команда впервые в своей истории завоевала Кубок Гагарина. В мае 2021 года было объявлено о подписании нового контракта между «Авангардом» и Грубецом, сроком на 2 года.
25 мая 2022 года контракт с «Авангардом» был расторгнут по инициативе Грубеца.
В начале июня 2022 ода подписал контракт со швейцарским клубом «Цюрих Лайонс».

## Достижения

### Командные
- Чемпион Экстралиги 2019
- Серебряный призёр Экстралиги 2015 и 2018
- Чемпион России и обладатель Кубка Гагарина 2021

### Личные
- Лучший вратарь Экстралиги 2015 по коэффициенту надёжности (2.00 шайбы за игру)
- Лучший вратарь Экстралиги 2017 по количеству побед (27) и «сухих» матчей (7)
- Самый ценный хоккеист Лиги чемпионов 2018[10]
- Самый ценный хоккеист плей-офф Экстралиги 2019

## Статистика
Обновлено на конец сезона 2020/21
Всего за карьеру провёл 557 игр (345 в чешской Экстралиге, 79 в КХЛ, 79 в чешской первой лиге, 21 в Лиге чемпионов, 18 за сборную Чехии, 13 в чешской второй лиге, 2 на кубке Шпенглера)

## Семья
Жена Михаэла, сын Адам (род. в марте 2018 года).